# Box-office France 2003
Cet article traite du box-office cinéma de 2003 en France.

## Les films à plus d'un million d'entrées
| Rang | Titre                                                | Pays | Réalisateur                         | Entrées   | Semaines     |
| ---- | ---------------------------------------------------- | ---- | ----------------------------------- | --------- | ------------ |
| 1.   | Le Monde de Nemo                                     |      | Andrew Stanton / Lee Unkrich        | 9 311 689 | 26 sem (fin) |
| 2.   | Le Seigneur des anneaux : Le Retour du roi           |      | Peter Jackson                       | 7 393 904 | 19 sem (fin) |
| 3.   | Taxi 3                                               |      | Gérard Krawczyk                     | 6 151 691 | 14 sem (fin) |
| 4.   | Matrix Reloaded                                      |      | Lana Wachowski / Lilly Wachowski    | 5 701 222 | 17 sem (fin) |
| 5.   | Chouchou                                             |      | Merzak Allouache                    | 3 876 572 | 22 sem (fin) |
| 6.   | Pirates des Caraïbes : La Malédiction du Black Pearl |      | Gore Verbinski                      | 3 864 251 | 21 sem (fin) |
| 7.   | Arrête-moi si tu peux                                |      | Steven Spielberg                    | 3 639 440 | 20 sem (fin) |
| 8.   | Matrix Revolutions                                   |      | Lana Wachowski / Lilly Wachowski    | 3 535 174 | 11 sem (fin) |
| 9.   | Le Livre de la jungle 2                              |      | Steve Trenbirth                     | 3 347 636 | 48 sem (fin) |
| 10.  | Terminator 3 : Le Soulèvement des machines           |      | Jonathan Mostow                     | 3 307 768 | 8 sem (fin)  |
| 11.  | Tais-toi !                                           |      | Francis Veber                       | 3 139 195 | 18 sem (fin) |
| 12.  | X-Men 2                                              |      | Bryan Singer                        | 2 825 132 | 16 sem (fin) |
| 13.  | Bruce tout-puissant                                  |      | Tom Shadyac                         | 2 682 314 | 11 sem (fin) |
| 14.  | Gangs of New York                                    |      | Martin Scorsese                     | 2 269 039 | 15 sem (fin) |
| 15.  | 8 Mile                                               |      | Curtis Hanson                       | 2 267 906 | 12 sem (fin) |
| 16.  | La Beuze                                             |      | François Desagnat / Thomas Sorriaux | 1 982 196 | 11 sem (fin) |
| 17.  | American Pie 3 : Marions-les !                       |      | Jesse Dylan                         | 1 952 904 | 8 sem (fin)  |
| 18.  | Bad Boys 2                                           |      | Michael Bay                         | 1 942 671 | 7 sem (fin)  |
| 19.  | Fast & Furious 2                                     |      | John Singleton                      | 1 827 554 | 10 sem (fin) |
| 20.  | Kill Bill : Volume 1                                 |      | Quentin Tarantino                   | 1 781 483 | 19 sem (fin) |
| 21.  | Hulk                                                 |      | Ang Lee                             | 1 676 794 | 12 sem (fin) |
| 22.  | 7 ans de mariage                                     |      | Didier Bourdon                      | 1 646 043 | 16 sem (fin) |
| 23.  | Charlie's Angels 2 : Les Anges se déchaînent !       |      | McG                                 | 1 607 343 | 9 sem (fin)  |
| 24.  | Le Cœur des hommes                                   |      | Marc Esposito                       | 1 583 330 | 23 sem (fin) |
| 25.  | 18 ans après                                         |      | Coline Serreau                      | 1 552 538 | 11 sem (fin) |
| 26.  | Good Bye, Lenin!                                     |      | Wolfgang Becker                     | 1 545 859 | 42 sem (fin) |
| 27.  | Scary Movie 3                                        |      | David Zucker                        | 1 389 057 | 9 sem (fin)  |
| 28.  | Daredevil                                            |      | Mark Steven Johnson                 | 1 356 338 | 9 sem (fin)  |
| 29.  | Les Invasions barbares                               |      | Denys Arcand                        | 1 311 204 | 44 sem (fin) |
| 30.  | Sinbad : La Légende des sept mers                    |      | Patrick Gilmore / Tim Johnson       | 1 277 585 | 26 sem (fin) |
| 31.  | Le Mystère de la chambre jaune                       |      | Bruno Podalydès                     | 1 270 549 | 33 sem (fin) |
| 32.  | Intolérable Cruauté                                  |      | Joel Coen / Ethan Coen              | 1 264 872 | 19 sem (fin) |
| 33.  | Fanfan la Tulipe                                     |      | Gérard Krawczyk                     | 1 248 649 | 11 sem (fin) |
| 34.  | Lara Croft : Tomb Raider, le berceau de la vie       |      | Jan de Bont                         | 1 244 405 | 8 sem (fin)  |
| 35.  | Les Sentiments                                       |      | Noémie Lvovsky                      | 1 239 915 | 20 sem (fin) |
| 36.  | Mystic River                                         |      | Clint Eastwood                      | 1 166 008 | 36 sem (fin) |
| 37.  | Père et Fils                                         |      | Michel Boujenah                     | 1 162 909 | 15 sem (fin) |
| 38.  | Rire et Châtiment                                    |      | Isabelle Doval                      | 1 138 636 | 11 sem (fin) |
| 39.  | Chicago                                              |      | Rob Marshall                        | 1 136 750 | 18 sem (fin) |
| 40.  | Le Coût de la vie                                    |      | Philippe Le Guay                    | 1 131 697 | 12 sem (fin) |
| 41.  | Mauvais Esprit                                       |      | Patrick Alessandrin                 | 1 106 439 | 7 sem (fin)  |
| 42.  | Jeux d'enfants                                       |      | Yann Samuell                        | 1 098 398 | 11 sem (fin) |
| 43.  | La Fleur du mal                                      |      | Claude Chabrol                      | 1 080 105 | 14 sem (fin) |
| 44.  | Moi César, 10 ans ½, 1m39                            |      | Richard Berry                       | 1 054 848 | 20 sem (fin) |
| 45.  | Effroyables Jardins                                  |      | Jean Becker                         | 1 035 142 | 20 sem (fin) |
| 46.  | La Ligue des gentlemen extraordinaires               |      | Stephen Norrington                  | 1 026 461 | 8 sem (fin)  |
| 47.  | La Prophétie des grenouilles                         |      | Jacques-Rémy Girerd                 | 1 008 361 | 25 sem (fin) |

Par pays d'origine des films (Pays producteur principal)
- États-Unis : 25 films
- France : 19 films
- Allemagne : 1 film
- Canada : 1 film
- Nouvelle-Zélande : 1 film
- Total : 47 films

## Box-office par semaine
| #  | Semaine                           | Film no 1                                            | Pays              | Entrées           |
| -- | --------------------------------- | ---------------------------------------------------- | ----------------- | ----------------- |
| 1  | 1er janvier au 7 janvier 2003     | Le Seigneur des anneaux : Les Deux Tours             |                   | 1 118 669 entrées |
| 2  | 8 janvier au 14 janvier 2003      | Gangs of New York                                    |                   | 869 475 entrées   |
| 3  | 15 janvier au 21 janvier 2003     | Gangs of New York                                    | 619 388 entrées   |                   |
| 4  | 22 janvier au 28 janvier 2003     | Rire et Châtiment                                    |                   | 400 145 entrées   |
| 5  | 29 janvier au 4 février 2003      | Taxi 3                                               | 2 251 493 entrées |                   |
| 6  | 5 février au 11 février 2003      | Taxi 3                                               | 1 312 744 entrées |                   |
| 7  | 12 février au 18 février 2003     | Arrête-moi si tu peux                                |                   | 1 137 654 entrées |
| 8  | 19 février au 25 février 2003     | Arrête-moi si tu peux                                | 851 346 entrées   |                   |
| 9  | 26 février au 4 mars 2003         | 8 Mile                                               |                   | 922 854 entrées   |
| 10 | 5 mars au 11 mars 2003            | 8 Mile                                               | 478 462 entrées   |                   |
| 11 | 12 mars au 18 mars 2003           | 8 Mile                                               | 468 745 entrées   |                   |
| 12 | 19 mars au 25 mars 2003           | Chouchou                                             |                   | 1 003 469 entrées |
| 13 | 26 mars au 1er avril 2003         | Chouchou                                             | 753 304 entrées   |                   |
| 14 | 2 avril au 8 avril 2003           | Chouchou                                             | 606 731 entrées   |                   |
| 15 | 9 avril au 15 avril 2003          | Chouchou                                             | 455 722 entrées   |                   |
| 16 | 16 avril au 22 avril 2003         | Chouchou                                             | 338 660 entrées   |                   |
| 17 | 23 avril au 29 avril 2003         | Chouchou                                             | 257 837 entrées   |                   |
| 18 | 30 avril au 6 mai 2003            | X-Men 2                                              |                   | 1 348 391 entrées |
| 19 | 7 mai au 13 mai 2003              | X-Men 2                                              | 733 202 entrées   |                   |
| 20 | 14 mai au 20 mai 2003             | Matrix Reloaded                                      |                   | 2 112 676 entrées |
| 21 | 21 mai au 27 mai 2003             | Matrix Reloaded                                      | 1 506 238 entrées |                   |
| 22 | 28 mai au 3 juin 2003             | Matrix Reloaded                                      | 758 283 entrées   |                   |
| 23 | 4 juin au 10 juin 2003            | Matrix Reloaded                                      | 470 502 entrées   |                   |
| 24 | 11 juin au 17 juin 2003           | Matrix Reloaded                                      | 225 749 entrées   |                   |
| 25 | 18 juin au 24 juin 2003           | Fast & Furious 2                                     |                   | 804 821 entrées   |
| 26 | 25 juin au 1er juillet 2003       | Fast & Furious 2                                     | 383 282 entrées   |                   |
| 27 | 2 juillet au 8 juillet 2003       | Hulk                                                 |                   | 815 461 entrées   |
| 28 | 9 juillet au 15 juillet 2003      | Hulk                                                 | 329 249 entrées   |                   |
| 29 | 16 juillet au 22 juillet 2003     | Charlie's Angels 2 : Les Anges se déchaînent !       | 666 221 entrées   |                   |
| 30 | 23 juillet au 29 juillet 2003     | Johnny English                                       |                   | 428 079 entrées   |
| 31 | 30 juillet au 5 août 2003         | Le Coût de la vie                                    |                   | 311 801 entrées   |
| 32 | 6 août au 12 août 2003            | Terminator 3 : Le Soulèvement des machines           |                   | 1 506 449 entrées |
| 33 | 13 août au 19 août 2003           | Pirates des Caraïbes : La Malédiction du Black Pearl | 1 181 208 entrées |                   |
| 34 | 20 août au 26 août 2003           | Pirates des Caraïbes : La Malédiction du Black Pearl | 855 637 entrées   |                   |
| 35 | 27 août au 2 septembre 2003       | Pirates des Caraïbes : La Malédiction du Black Pearl | 695 843 entrées   |                   |
| 36 | 3 septembre au 9 septembre 2003   | Bruce tout-puissant                                  | 1 034 327 entrées |                   |
| 37 | 10 septembre au 16 septembre 2003 | Bruce tout-puissant                                  | 589 798 entrées   |                   |
| 38 | 17 septembre au 23 septembre 2003 | Jeux d'enfants                                       |                   | 341 667 entrées   |
| 39 | 24 septembre au 30 septembre 2003 | Hero                                                 |                   | 329 213 entrées   |
| 40 | 1er octobre au 7 octobre 2003     | La Ligue des gentlemen extraordinaires               |                   | 453 205 entrées   |
| 41 | 8 octobre au 14 octobre 2003      | La Ligue des gentlemen extraordinaires               | 285 608 entrées   |                   |
| 42 | 15 octobre au 21 octobre 2003     | Bad Boys 2                                           |                   | 689 293 entrées   |
| 43 | 22 octobre au 28 octobre 2003     | Tais-toi !                                           |                   | 900 106 entrées   |
| 44 | 29 octobre au 4 novembre 2003     | Tais-toi !                                           | 738 467 entrées   |                   |
| 45 | 5 novembre au 11 novembre 2003    | Matrix Revolutions                                   |                   | 2 121 172 entrées |
| 46 | 12 novembre au 18 novembre 2003   | Matrix Revolutions                                   | 648 694 entrées   |                   |
| 47 | 19 novembre au 25 novembre 2003   | Intolérable Cruauté                                  |                   | 563 086 entrées   |
| 48 | 26 novembre au 2 décembre 2003    | Le Monde de Nemo                                     | 2 056 621 entrées |                   |
| 49 | 3 décembre au 9 décembre 2003     | Le Monde de Nemo                                     | 1 599 792 entrées |                   |
| 50 | 10 décembre au 16 décembre 2003   | Le Monde de Nemo                                     | 1 287 028 entrées |                   |
| 51 | 17 décembre au 23 décembre 2003   | Le Seigneur des anneaux : Le Retour du roi           |                   | 2 935 000 entrées |
| 52 | 24 décembre au 30 décembre 2003   | Le Seigneur des anneaux : Le Retour du roi           | 2 110 083 entrées |                   |
| 53 | 31 décembre au 6 janvier 2004     | Le Seigneur des anneaux : Le Retour du roi           | 1 068 557 entrées |                   |